# Лёгкая атлетика на летних Олимпийских играх 2024 — эстафета 4×400 метров (женщины)
Соревнования в легкоатлетической эстафете 4×400 метров у женщин на Олимпийских играх 2024 года прошли 9 и 10 августа в Париже (Франция) на «Стад де Франс».
Олимпийским чемпионом 2021 года в эстафете 4×400 метров являлась сборная США.
Сборная США выиграла золото в этой эстафете на 8-й Олимпиаде подряд. Последний раз американки проиграли эту дисциплину на Играх 1992 года в Барселоне, когда лучшей стала Объединённая команда.

## Призёры
| Золото | Серебро | Бронза |
| США · Шамир Литтл · Сидни Маклафлин-Леврон · Габриэль Томас · Алексис Холмс · Куанера Хейз · Алия Батлер · Кейлин Браун | Нидерланды · Лике Клавер · Кателейн Петерс · Лизанне де Витте · Фемке Бол · Эвелин Салберг · Мирте ван дер Схот | Великобритания · Виктория Охуруогу · Лавиаи Нильсен · Николь Йерджин · Эмбер Эннинг · Йеми Мэри Джон · Ханна Келли · Джоди Уильямс · Лина Нильсен |

Курсивом выделены участницы, выступавшие только в предварительных забегах

## Рекорды
До начала соревнований действующими были следующие рекорды
| Мировой рекорд                 | СССР · Татьяна Ледовская · Ольга Назарова · Мария Пинигина · Ольга Брызгина | 3:15.17 | Сеул (Республика Корея)    | 1 октября 1988 |
| Олимпийский рекорд             | СССР · Татьяна Ледовская · Ольга Назарова · Мария Пинигина · Ольга Брызгина | 3:15.17 | Сеул (Республика Корея)    | 1 октября 1988 |
| Лучший результат сезона в мире | США · Куанера Хейз · Габриэль Томас · Бэйли Лир · Алексис Холмс             | 3:21.70 | Нассау (Багамские Острова) | 5 мая 2024     |

## Отбор на Олимпийские игры
Количество сборных, установленное World Athletics для этого вида — 16. Главным отборочным турниром стали соревнования «Всемирные эстафеты» — 2024, по итогам которых определились 14 команд-участниц Игр в Париже. Оставшиеся 2 места достались сборным, показавшим лучшие результаты в течение квалификационного периода (с 31 декабря 2022 года по 30 июня 2024 года).

## Расписание
| Дата            | Время | Раунд соревнований     |
| --------------- | ----- | ---------------------- |
| 9 августа 2024  | 10:40 | Предварительные забеги |
| 10 августа 2024 | 21:14 | Финал                  |

Время местное (UTC+2:00)

## Результаты
Обозначения: Q — Автоматическая квалификация | q — Квалификация по показанному результату | qR — Квалификация по решению судей | WR — Мировой рекорд | OR — Олимпийский рекорд | AR — Рекорд континента | NR — Национальный рекорд | WL — Лучший результат сезона в мире | SB — Лучший результат в сезоне | DNS — Не стартовали | DNF — Не финишировали | DQ — Дисквалифицированы

 Автоматическая квалификация  Квалификация по показанному результату

### Предварительные забеги
Квалификация: первые 3 команды в каждом забеге (Q) плюс 2 лучших по времени (q) проходили в финал.
| Место | Команда                                                                                  | Забег | Результат | Результат | Примечания |
| ----- | ---------------------------------------------------------------------------------------- | ----- | --------- | --------- | ---------- |
| 1     | США (Куанера Хейз, Шамир Литтл, Алия Батлер, Кейлин Браун)                               | 1     | 3:21.44   |           | Q, WL      |
| 2     | Великобритания (Йеми Мэри Джон, Ханна Келли, Джоди Уильямс, Лина Нильсен)                | 1     | 3:24.72   |           | Q, SB      |
| 3     | Франция (Сункамба Силла, Шана Гребо, Алекс До, Амандин Броссье)                          | 1     | 3:24.73   |           | Q          |
| 4     | Ямайка (Андренетт Найт, Эшли Уильямс, Чароки Янг, Стефени Энн Макферсон)                 | 2     | 3:24.92   | (.911)    | Q, SB      |
| 5     | Бельгия (Ханне Клас, Имке Верват, Камиль Лаус, Элена Понетт)                             | 1     | 3:24.92   | (.917)    | q          |
| 6     | Нидерланды (Эвелин Салберг, Лике Клавер, Мирте ван дер Схот, Лизанне де Витте)           | 2     | 3:25.03   |           | Q          |
| 7     | Ирландия (Софи Беккер, Фил Хили, Келли Макгрори, Шарлен Модсли)                          | 2     | 3:25.05   |           | Q          |
| 8     | Канада (Зои Шерар, Айянна Стиверн, Лорен Гейл, Кайра Константин)                         | 2     | 3:25.77   |           | q          |
| 9     | Италия (Илария Аккаме, Анна Полинари, Джанкарла Тревизан, Аличе Манджоне)                | 2     | 3:26.50   |           |            |
| 10    | Польша (Анастасия Кущ, Юстина Свенти-Эрсетиц, Александра Формелля, Алиция Врона-Кутшепа) | 2     | 3:26.69   |           |            |
| 11    | Германия (Скади Шир, Алиса Шмидт, Мона Майер, Айлен Демес)                               | 2     | 3:26.95   |           |            |
| 12    | Испания (Бланка Эрвас, Берта Сегура, Эва Сантидриан, Кармен Авилес)                      | 1     | 3:28.29   |           |            |
| 13    | Норвегия (Йозефин Томин Эриксен, Астри Эрцгор, Элизабет Слеттум, Амали Юэль)             | 1     | 3:28.61   |           |            |
| 14    | Швейцария (Джулия Сенн, Юлия Нидербергер, Аннина Фар, Ясмин Жиже)                        | 1     | 3:29.75   |           |            |
| 15    | Индия (Витья Рамрадж, Джиотика Шри Данди, Пувамма Мачеттира, Субха Венкатесан)           | 2     | 3:32.51   |           |            |
| 16    | Куба (Мелисса Падрон, Дэйли Купер, Саили Диаго, Роксана Гомес)                           | 1     | 3:33.99   |           |            |

### Финал
Финал в эстафете 4×400 метров у женщин состоялся 10 августа 2024 года.
| Место | Команда                                                                          | Результат | Примечания |
| ----- | -------------------------------------------------------------------------------- | --------- | ---------- |
| 1     | США (Шамир Литтл, Сидни Маклафлин-Леврон, Габриэль Томас, Алексис Холмс)         | 3:15.27   | AR, WL     |
| 2     | Нидерланды (Лике Клавер, Кателейн Петерс, Лизанне де Витте, Фемке Бол)           | 3:19.50   | NR         |
| 3     | Великобритания (Виктория Охуруогу, Лавиаи Нильсен, Николь Йерджин, Эмбер Эннинг) | 3:19.72   | NR         |
| 4     | Ирландия (Софи Беккер, Расидат Аделеке, Фил Хили, Шарлен Модсли)                 | 3:19.90   | NR         |
| 5     | Франция (Сункамба Силла, Шана Гребо, Амандин Броссье, Луиза Мараваль)            | 3:21.41   | NR         |
| 6     | Канада (Зои Шерар, Саванна Сазерленд, Кайра Константин, Лорен Гейл)              | 3:22.01   | SB         |
| 7     | Бельгия (Наоми ван ден Брук, Имке Верват, Ханне Клас, Элена Понетт)              | 3:22.40   | SB         |
| 8 !   | Ямайка (Стейси-Энн Уильямс, Андренетт Найт, Шиэнн Салмон, Стефени Энн Макферсон) | DNF       |            |